# Социальный анархизм
Социа́льный анархи́зм, социалисти́ческий анархи́зм, ана́рхо-социали́зм, анархи́стский социали́зм или коммунитари́стский анархи́зм (эти понятия взаимозаменяемы относительно либертарного социализма, левого либертарианства или же левого анархизма в данной терминологии) являются обобщающими понятиями, используемыми, чтобы дифференцировать две широкие категории анархизма, одной из которых является коллективизм, а другой — индивидуалистический анархизм. Там, где индивидуалистические формы анархизма подчёркивают личную автономию и рациональную человеческую природу, социальный анархизм видит свободу личности как концептуально связанную с социальным равенством и подчёркивает общественное объединение и взаимопомощь. В отличие от индивидуалистического анархизма, утверждающего важность и необходимость частной собственности или владения, социалистический анархизм отвергает важность частной собственности, усматривая в ней источник социального неравенства.
Термин «левый анархизм» относится к тем формам анархизма, которые подпадают под определение «левая политика». Таким образом левое крыло анархизма расходится со сторонниками свободного рыночного анархизма, по-другому — или «правого анархизма» (представителем которого является Мюррей Ротбард). Анархо-синдикалистка Ульрика Хайдер различает левый, правый и зелёный анархизмы, соответственно классифицируя их как левый анархизм, правый анархизм (анархо-капитализм) и зелёный анархизм.
Социальный анархизм используется для чёткого определения и описаний тенденций в рамках анархизма, акцентирующихся на коммунитаризме и кооперативных аспектах анархистской теории и практики. Социальный анархизм включает в себя (но не ограничен ими) анархо-коллективизм, анархо-коммунизм, некоторые формы либертарного социализма, анархо-синдикализм и социальную экологию.
В Соединённых Штатах термин «социальный анархизм» широко используется, будучи предложен Мюрреем Букчиным. Букчин идентифицирует социальный анархизм с «левыми» идеями, которыми он обращается к «великой традиции человеческой солидарности и вере в потенциальные возможности гуманизма», интернационализм и конфедерализм, демократический дух, антимилитаризм, и рациональный атеизм. Однако религиозные анархисты и так называемые «левые верующие» вообще возразили бы против идентификации левых с «рациональным атеизмом», поскольку есть и было много влиятельных левых религиозных движений, таких как Теология освобождения и Движение за гражданские права.
Социальный анархизм стремится «к свободной ассоциации людей, живущих вместе и сотрудничающих в свободных сообществах».

## Коллективистский анархизм

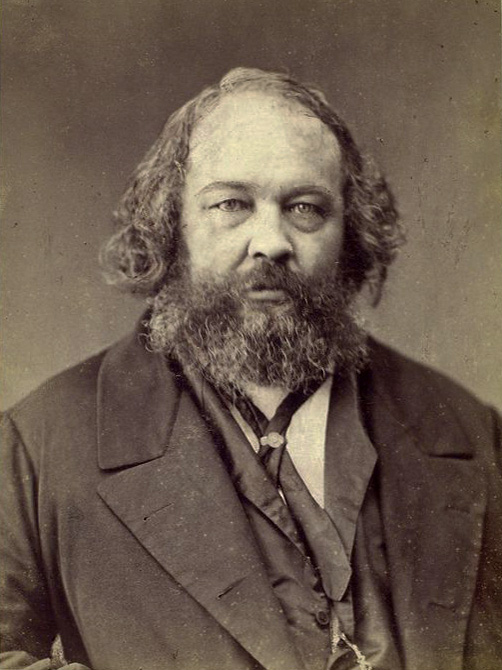
Михаил Бакунин

Коллективистский анархизм, также называется революционным социализмом или одной из его форм, является революционным типом анархизма, обычно связываемым с Михаилом Бакуниным и Иоганном Мостом. Это вполне специфическая тенденция, её не следует путать с более широким понятием коллективизма или общинным анархизмом. В отличие от мютюэлистов, анархо-коллективисты выступают против всех форм частной собственности на средства производства, противопоставляя им понятие коллективизированной собственности.
Они считали, что их цели могут быть достигнуты только в результате насильственной революции, которая должна начаться благодаря актам насилия небольших сплочённых групп, которые они называют «пропагандой действием», что должно вдохновить рабочих на революционное восстание и решительную коллективизацию средств производства. Однако, такая коллективизация не должна по мысли анархистов-коллективистов распространяться на распределение доходов, а рабочие должны будут получать заработную плату в зависимости от количества отработанного времени, а не продукцию «по потребностям», как то подразумевает анархо-коммунистическая концепция. Данное положение было раскритиковано позднее анархо-коммунистами как система, сохраняющая наёмный труд в новом обществе.
При этом анархо-коммунистические и анархо-коллективистские концепции не были взаимоисключающими: хотя коллективисты отстаивали необходимость платы за конкретный трудовой вклад, часть из них рассматривали возможность послереволюционного перехода впоследствии к анархо-коммунистической системе распределения по потребностям. Коллективистский анархизм возник тогда же когда и марксизм, но при этом противостоял марксистской идее диктатуры пролетариата, несмотря на провозглашённую марксистами цель коллективистского безгосударственного общества.

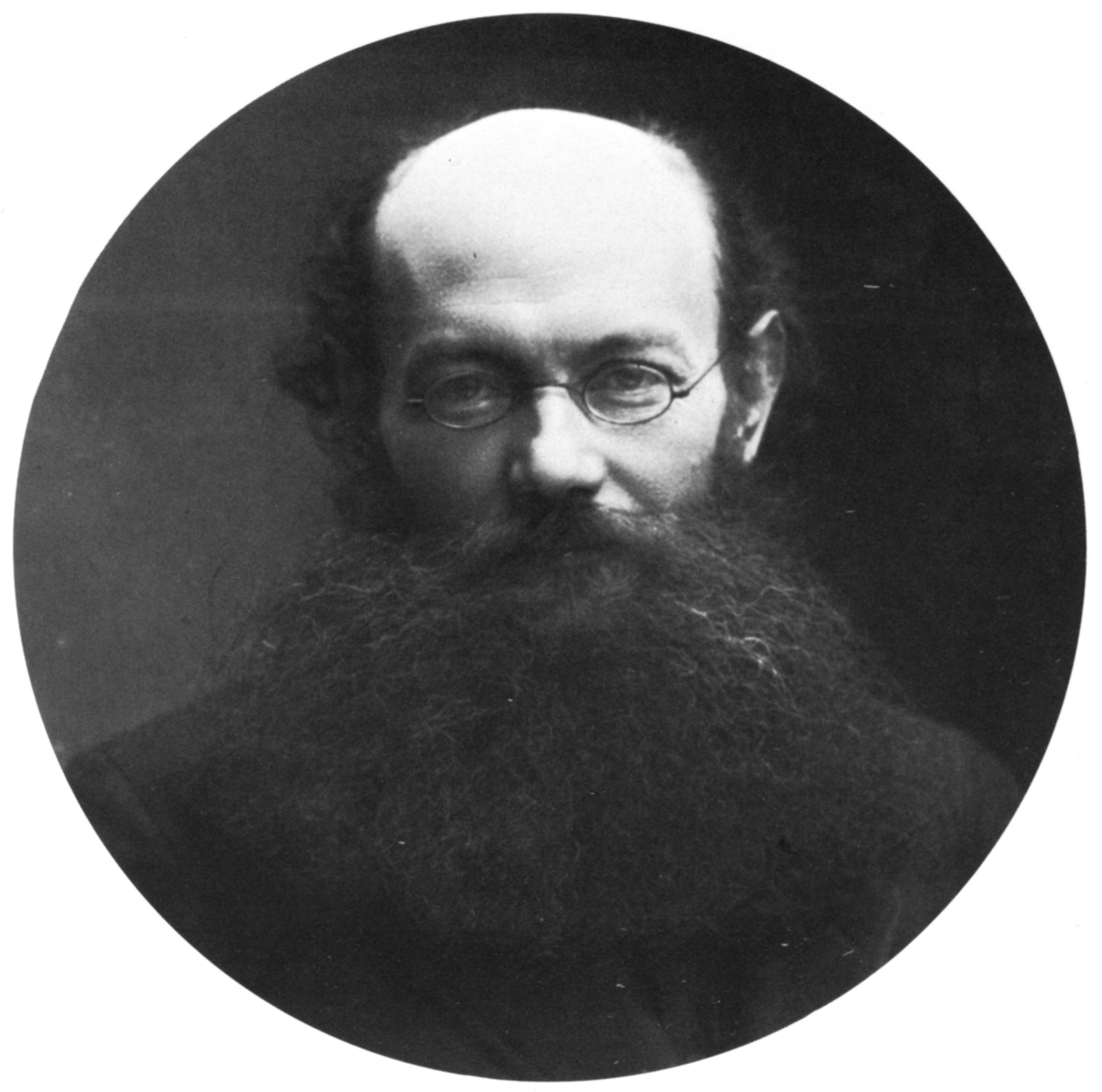
Анархо-коммунист Пётр Кропоткин, считавший, что при анархизме рабочие самоорганизуются для производства всех необходимых продуктов для всего общества.

## Коммунистический анархизм
Анархо-коммунисты исходят из того положения, что действительно свободная форма социальной организации возможна только в обществе, состоящем из самоуправляющихся коммун и общин при коллективном использовании средств производства, организованных на принципах прямой демократии и создающих федерацию коммун и объединения федераций и/или конфедерации посредством горизонтальных и вертикальных (построенных снизу вверх) связей.
В анархо-коммунистическом обществе предполагается отсутствие товарно-денежных отношений, так что все люди должны будут иметь свободный доступ ко всем ресурсам, всей произведённой обществом продукции и, соответственно, не будет существовать системы наёмного труда. Согласно идеям Петра Кропоткина, а также более поздним выкладкам «зелёного анархиста» Мюррея Букчина, члены будущего свободного коммунистического общества станут спонтанно, на добровольных началах заниматься всем необходимым для жизни общества трудом, потому что они будут понимать преимущества коллективного владения средствами производства и взаимопомощи.
Кропоткин считал, что частная собственность была важнейшей причиной угнетения и эксплуатации, в связи с чем выступал против её существования, предлагая вместо неё общественную собственность. В своей книге «Взаимопомощь как фактор эволюции» Пётр Кропоткин критиковал социал-дарвинизм, утверждая что взаимопомощь является более естественной, нежели конкуренция. При этом книга «Хлеб и воля» была по сути практическим руководством по организации общества после социальной революции.
Отвечая тем, кто пытался приписать анархо-коммунистам стремление загнать человечество силой в коммунистическое общество, которое будет организовано по типу аскетичной казармы или тюрьмы, Кропоткин писал:
Мы вовсе не хотим складывать в кучу все пальто, чтобы потом распределять их (хотя даже и при такой системе те, которые дрожат теперь от холода без одежды, всё-таки остались бы в выигрыше).

Точно так же мы вовсе не хотим и делить деньги Ротшильда. Мы хотим устроить так, чтобы каждому родящимуся на свет человеческому существу было обеспечено, во-первых, то, что оно выучится какому-нибудь производительному труду и приобретёт в нём навык, а во-вторых, то, что оно сможет заниматься этим трудом, не спрашивая на то разрешения у какого-нибудь собственника или хозяина и не отдавая львиной доли всего своего труда людям, захватившим землю и машины.

### Платформизм
Платформизм является анархо-коммунистической тенденцией в традициях Нестора Махно, который исходил из того, что «необходима организация, которая, объединив большинство участников анархического движения, установила бы общую тактическую и политическую линию в анархизме и стала бы направляющей для всего движения».

## Синдикалистский анархизм

Общепринятый анархо-синдикалистский флаг.

В начале XX столетия в качестве особого направления в анархизме возникает концепция анархо-синдикализма. Сосредоточив своё внимание на рабочем движении, синдикалисты исходили из того, что организация радикальных профсоюзов сможет создать потенциальную силу для социальных изменений в обществе, заменив государственную власть и капитализм новым обществом, базирующимся на самоуправлении трудящихся.
Анархо-синдикалисты стремились к отмене системы наёмного труда и частной собственности на средства производства, в которых они видели важнейшие причины существования классовой дифференциации. Главными принципами, на которых основывается анархо-синдикализм, представляют собой солидарность, самоуправление трудящихся и прямое действие (всеобщая забастовка и повседневная борьба на рабочем месте, саботаж). Это коррелируют с другими направлениями в анархизме, такими как анархо-коммунизм и анархо-коллективизм.
Сторонники анархо-синдикализма исходят из необходимости развития профсоюзных организаций на анархистских принципах в рамках существующего общества, что должно способствовать по их мысли приближению социальной революции. Ведущим анархо-синдикалистским теоретиком первой половины двадцатого столетия был Рудольф Роккер, который в своей брошюре 1938 года «Anarchosyndicalism» описал в общих чертах возникновение движения, его основные цели и значимость рабочего движения в будущем.
Хотя анархо-синдикализм зачастую и ассоциируется с рабочим движением начала двадцатого столетия (в частности, во Франции и Испании), многие синдикалистские организации активно действуют и сегодня, часть из которых по прежнему входят в Анархо-синдикалистский Интернационал (МАТ — Международная ассоциация трудящихся, созданная зимой 1922—1923 годов) и международное профсоюзное объединение (базирующееся правда на революционно синдикалистских, а не анархо-синдикалистских принципах) Индустриальные рабочие мира (ИРМ), хотя есть и организации, не входящие в эти объединения, такие как например Шведская революционно-синдикалистская профсоюзная федерация (SAC) и Всеобщая конфедерация трудящихся (CGT) Испании.

## Новые направления
Дальнейшее развитие социального анархизма вобрало в себя анархистские составляющие из социальной экологии, демократии участия и партисипативной экономики.

### Демократия участия
Демократия участия — это политическая теория и политический проект, которые стремятся к прямой демократии, экономической демократии в безгосударственной, безденежной и безрыночной экономике, самоуправлению (демократия в социальной сфере) и экологической демократии. Теоретический проект Демократии участия (ДУ; пример политического проекта, который является частью демократических и автономистских традиций) зародился в работе политического философа, давнего академика и активиста Такиса Фотопулоса «Towards An Inclusive Democracy» и был позднее развит им и другими авторами в журнале «Democracy & Nature» и её преемником «The International Journal of Inclusive Democracy», электронном журнале, находящемся в свободном доступе, издаваемом Международной сетью за Демократию участия (International Network for Inclusive Democracy).
Согласно Арран Гаре (Arran Gare), Towards an Inclusive Democracy «предлагает мощную новую интерпретацию истории и разрушительной динамики рынка и даёт вдохновляющее новое видение будущего, вместо неолиберализма и существующих форм социализма». Кроме того, как показывает Дэвид Фриман, хотя подход Фотопулоса «не является открыто анархистским, но все же анархизм выглядит той категорией, с которой он работает, учитывая его приверженность к прямой демократии, муниципализму и отрицанию государства, денег и рыночной экономики».

### Экономика участия
Экономика участия (англ. participatory economics, более известен термин Parecon) является экономической системой, предложенной социальным активистом и политическим теоретиком Майклом Альбертом и радикальным экономистом Робином Хэнелем. Здесь используется принцип участия в принятии решений как экономический механизм, необходимый, чтобы вести производство, потребление и распределение ресурсов в обществе. Предложенный как альтернатива современной капиталистической рыночной экономике, а также альтернатива централизованному (государственному) плановому социализму или «координаторизму» (согласно Майклу Альберту, главной ошибкой стран государственного социализма явилось возникновение в них класса «координаторов», которые лишили трудящихся орудий производства и права принятия решений), этот принцип описывается как «анархическое экономическое видение», его можно считать формой социализма, предполагающего, что средства производства принадлежат самим работникам.
Основные ценности, которые стремится осуществить экономика участия, — это равенство, солидарность, разнообразие, рабочее самоуправление и эффективность (эффективность в данном случае означает достижение целей без растраты впустую высокоценных ресурсов). Эти цели предлагается достигнуть главным образом через следующие принципы и институты:
- советы рабочих и потребителей, использующие методы самоорганизации в принятии решений;
- сбалансированные комплексы работы;
- вознаграждение в соответствии с приложенными усилиями;
- совместное (партисипативное) планирование.

Альберт и Хэнель подчёркивают, что Parecon предназначена только для обращения к альтернативной экономической теории и должна сопровождаться одинаково важными альтернативными видениями в областях политики, культуры и (семейных) отношений. Авторы также предлагают элементы анархизма в области политики, поликультурализма в области культуры и феминизма в области семьи и гендерных отношений как возможную основу альтернативного устройства в будущем в этих сферах общества.

### Социальная экология
Социальная экология — философская концепция, разработанная в 1960-е годы Мюрреем Букчиным.
Он считал, что нынешние экологические проблемы глубоко коренятся в социальных проблемах, в первую очередь в доминирующих иерархических политических и социальных системах. Они привели к некритическому принятию конкуренции — философии «расти-или-умри». Это предполагает, что этому нельзя сопротивляться отдельными действиями, такими как этичное потребление, но что необходимо обращаться к более этическому мышлению и коллективной деятельности, основанными на радикальных демократических идеалах. Подчёркивается сложность взаимоотношений между людьми и природой, а также важность создания социальных структур, принимающих это во внимание.

## Известные социальные анархисты
- Социальные анархисты (категория)